# What's Up Guys?
What's Up Guys? è un brano musicale di Megumi Hayashibara e Shinnosuke Furumoto, scritto da Matsuba Miho e Goshima Sho, e pubblicato come singolo il 3 novembre 1995 dalla Starchild. Il singolo ha raggiunto la trentottesima posizione della classifica settimanale Oricon, e rimase in classifica per tre settimane e vendendo 24 750 copie. What's Up Guys? è stato utilizzato come sigla di apertura dell'anime Bakuretsu Hunter, mentre il lato B del singolo Too Late! è la sigla di chiusura.

## Tracce
CD singolo KIDA-118
1. WHAT'S UP GUYS? - 4:31
2. TOO LATE - 4:34
3. WHAT'S UP GUYS? (Off Vocal Version) - 4:31
4. TOO LATE (Off Vocal Version) - 4:34

CD singolo KIDA-120
1. WHAT'S UP GUYS? - 4:31
2. MASK (Megumi Hayashibara e Masami Okui) - 4:25
3. WHAT'S UP GUYS? (Off Vocal Version) - 4:31
4. MASK - 4:25

## Classifiche
| Classifica (1995)                        | Posizione più alta |
| ---------------------------------------- | ------------------ |
| Giappone (Classifica settimanale Oricon) | 38                 |